# イオンコンパス
イオンコンパス株式会社 (AEON compass Co., Ltd.) は、千葉県千葉市美浜区の幕張新都心に本社を置く、イオングループの旅行会社である。
イオンディライト株式会社の子会社。

## 概要
1971年（昭和46年）2月にイオンの前身であるジャスコの本社があった大阪府大阪市福島区でジャスベル株式会社として設立。2008年（平成20年）8月、イオン株式会社の完全持株会社移行に伴い、サービス事業の管轄に入り、2012年（平成24年）9月に現社名へ商号変更。同年10月にイオンディライト株式会社の子会社となった。
主な業務内容は旅行会社として、日本国内旅行や海外旅行の取扱業務を行う。登録番号は観光庁長官登録旅行業第239号。
日本旅行業協会 (JATA) 正会員、旅行業公正取引協議会会員。また日本旅行業協会正会員である旅行会社が加入を定められている「弁済業務保証金制度」に加え、さらに消費者保護を拡充するため、旅行会社の倒産などに備えて任意加入する「ボンド保証制度」に正会員として加入し、消費者への弁財額を高めている。
本業の旅行会社としてのツアー業務のほか、出張やイベントなどのマネジメント業務、販促・プロモーション企画・イベント運営、採用・研修サポート、国際交流・グローバルインターンシップ、ボランティア活動サポート、労働組合活動サポート（主に組合行事の運営代行）など、業務内容は多岐にわたる。
2012年3月には、ビルの一室を利用した事前予約制の貸会議室事業を開始。千葉市幕張を皮切りに、大阪駅前、名古屋駅前、東京駅前（八重洲）、名古屋笹島交差点と順次開設し、5か所を運営する。
2015年より、シャトルバス運行支援「スマート・シャトルバス」サービスを開始した。イオンモールなどイオングループの大型ショッピングセンターへのシャトルバス運行の窓口となり、地域のバス・タクシー事業者へ運行を委託している。

## 沿革
- 1971年（昭和46年）2月：ジャスベル株式会社を設立[1]。本社を大阪府大阪市福島区に置く[1]。
- 1973年（昭和48年）10月：一般旅行業登録[1]。
- 1974年（昭和49年）9月：国際航空運送協会 (IATA) 代理店資格を取得、海外航空券の自社発券業務を開始[1]。
- 1986年（昭和61年）6月：本社を東京都中央区日本橋本町へ移転[1]。
- 1988年（昭和63年）7月：資本金を9,800万円とする。
- 1994年（平成6年）5月：本社を東京都千代田区神田錦町へ移転。積極的な店舗出店を開始[1]。
- 1999年（平成11年）8月	- 公式ウェブサイトを開設し、旅行商品のネット販売を開始[1]。
- 2000年（平成12年）12月：本社を千葉県千葉市美浜区中瀬へ移転[1]。
- 2004年（平成16年）
  - 3月：営業担当およびBTM（ビジネス・トラベル・マネジメント）担当の2営業体制となる。
  - 2004年 - 2005年：イオンモールの大型店舗（イオンモール浜松志都呂、イオンモール与野、イオンモール八千代緑が丘など）へ積極的に出店する[1]。
- 2008年（平成20年）8月：イオン株式会社の完全持株会社移行に伴い、サービス事業の管轄に入る[1]。
- 2009年（平成21年）：事業開発部を3月に、商品部を8月に発足。
- 2012年（平成24年）
  - 3月：千葉県千葉市美浜区の「プレナ幕張」6階に予約制の貸会議室「幕張会議室」を開設[1]。
  - 9月：イオンコンパス株式会社へ商号変更[1]。
  - 10月：第三者割当増資を行い、イオンディライトの子会社となる[1]。
- 2013年（平成25年）10月：大阪府大阪市北区の「大阪駅前第2ビル」15階に予約制貸会議室「大阪駅前会議室」を開設。
- 2014年（平成26年）
  - 4月1日：商船三井客船の「にっぽん丸」をチャーターし、日本一周クルーズツアー商品を販売[1]。神戸港から反時計回りで8寄港地、全10日間の周遊コースで、イオンが包括提携を結んでいる全国各地を訪問し、ご当地の観光・グルメ・文化を楽しめるほか、船内ではイオンオリジナルのショーイベントを開催し、寄港地では地方ならではの催し物を体験できる。
  - 7月：愛知県名古屋市中村区の「ロータスビル」5階に予約制貸会議室「名古屋駅前会議室」を開設[1]。
- 2015年（平成27年）
  - 3月31日：大阪市の堺筋本町駅前に遠藤照明の「ENDO堺筋ビル」が竣工、2階に「イオンコンパスENDO堺筋会議室」を開設（予約開始は6月15日から）[5]。
  - 6月：愛知県名古屋市中村区の「笹島ビル」4階に名古屋で2号目となる予約制貸会議室「名古屋笹島会議室」を開設。
  - 12月24日：シャトルバス運行支援「スマート・シャトルバス」サービスを開始[4]。
- 2016年（平成28年）
  - 4月25日：東京駅八重洲口前の「越前屋ビル」4階に予約制貸会議室「イオンコンパス東京駅前会議室」を開設[6][7]。
  - 8月：本社をワールドビジネスガーデン・マリブイーストの19階から5階へ移転。
- 2017年（平成29年）8月：ASEAN地区からの訪日事業を強化するため、マレーシアに駐在所を設置。
- 2018年（平成30年）5月23日：イオン株式会社と共同でグローバルインターンシップ・国際交流事業を運営[8]。
- 2021年（令和3年）6月2日：新型コロナウイルスワクチン職域接種サポートサービス提供を開始。貸会議室事業等を運営する株式会社ティーケーピーと連携し、全国21か所の会場提供、ワクチンと必要備品の手配、医療従事者や運営スタッフの確保等を行う「TKP職域ワクチンセンター」を開設[9]。

## 主な事業内容

### ツアー・マネジメント事業
ツアー・イベント事業
40年以上にわたり流通視察ツアーに専門特化している。小売・流通に関する知識や最新の情報・ノウハウを有しており、ニーズに合った視察先や、移動に負担のない視察先を提案している。またトレンドの店づくり手法や商品を学んだり、アメリカで注目されている店舗の視察など、最新の小売・流通の情報がなければできないツアーを提供することで定評がある。米国をはじめ、ASEAN、中国、欧州などに2名から催行可能な視察ツアーを提案しており、自社単独の米国視察研修ツアーを組みたい、若手社員に小売業を勉強させたい、といったニーズに応えている。品質の高いツアーとして顧客の支持を受けており、イオングループのみならず、一般小売業からも広く受注している。
流通視察ツアー以外にも、社会貢献ツアーとして日本国内外で植樹ツアーを中心としたエコツアーを毎年企画・実施している。イオン環境財団が国内外で企画する植樹祭を中心に、植樹活動に参加をするツアーを数多く企画・実施している。
マネジメント事業
流通視察ツアー、エコツアーの他にも、ビジネストラベルマネジメント (BTM) 事業を行う。BTM事業では、出張業務の一括アウトソーシングを提案し、出張に関わる手配を一元管理することで企業の負担を軽減し、コスト削減と業務効率の向上を実現する。
またMICE（マイス）事業を展開している。MICEとは、企業等の会議（Meeting）、企業等の報奨・研修旅行（インセンティブ旅行）（Incentive Travel）、国際機関や団体、学会等が行う国際会議 （Convention）、展示会・見本市、イベント（Exhibition/Event）の頭文字を取った造語（頭字語）で、これらのビジネスイベントを総称する語である。当社のMICE事業では、人々が集まるビジネスシーン時に発生する会場や宿泊、交通等の多岐にわたる手配を一括代行するとともに、研修や会議、セミナー等が最大の効果を発揮するよう運営全般をサポートしている。
イベント事業
イベント事業では「旅」を通じて蓄積してきたノウハウをもとに、顧客企業の目的に合わせた各種イベントのトータルサポートを提案する。周年イベント、フェア、展示商談会などをトータルサポートする「イベント事業」、旅の懸賞企画など、目的別に最大限の効果を提案する「トラベル事業」、国・地域の観光・交流を目的とした「地域交流イベント事業」を行っている。その他にも「イオンからはじまる旅の新スタイル」を提案し、イオンの駐車場にマイカーを停めて観光バスで行く「パーク&ライド」、イオンの駐車場に停めてJALの旅客機へ搭乗する「パーク&フライ」といった、イオンならではの旅を提供している。

### シャトルバス事業
イオンコンパスでは、シャトルバス運行支援「スマート・シャトルバス」サービスを「地域密着型シャトルバス」と位置づけ、「地域の足として、大切な方々を正確・安全に輸送する」「都市型・高齢化社会を助ける地域密着型の交通手段」と銘打っている。

元は各地のイオンモールなど、イオングループの大型商業施設へのシャトルバス運行のために始まったサービスである。特に地方で多店舗展開するイオングループでは従来から、店舗と鉄道駅などを結ぶ「買い物バス」としてシャトルバスの運行例が多数みられた。実際にイオンの店舗と地域を結ぶシャトルバスが、民間によるコミュニティバス的な機能を担っている地域もみられる。イオンの店舗へのシャトルバス運行で培ったノウハウを活かし、イオングループの施設にとどまらず他社の商業施設や企業送迎、スクールバスやコミュニティバスなどへの応用と発展を図ったものである。
イオングループの大型商業施設のシャトルバスの例

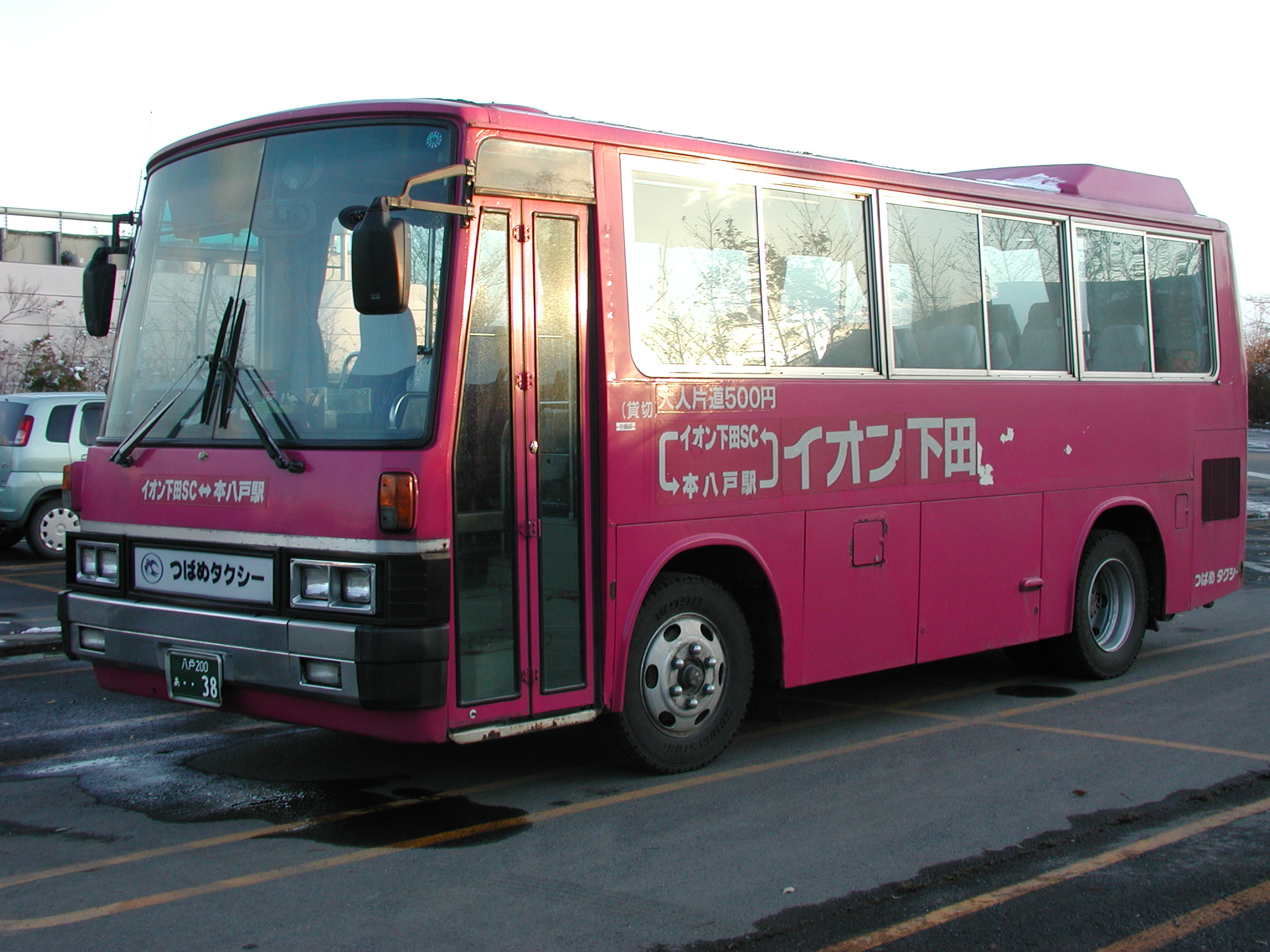
イオンモール下田（青森県） つばめ交通による運行
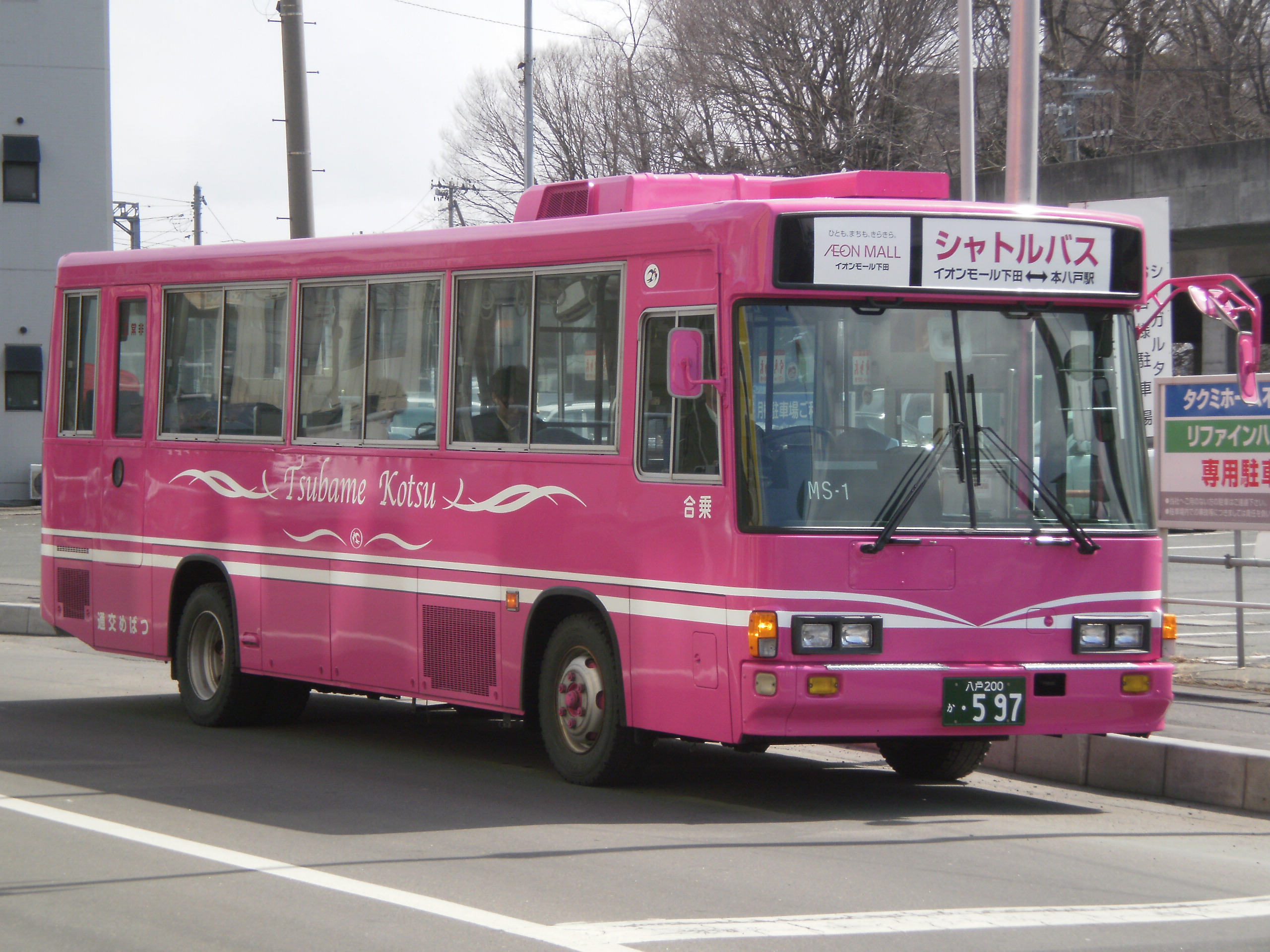
イオンモール下田（青森県） つばめ交通による運行
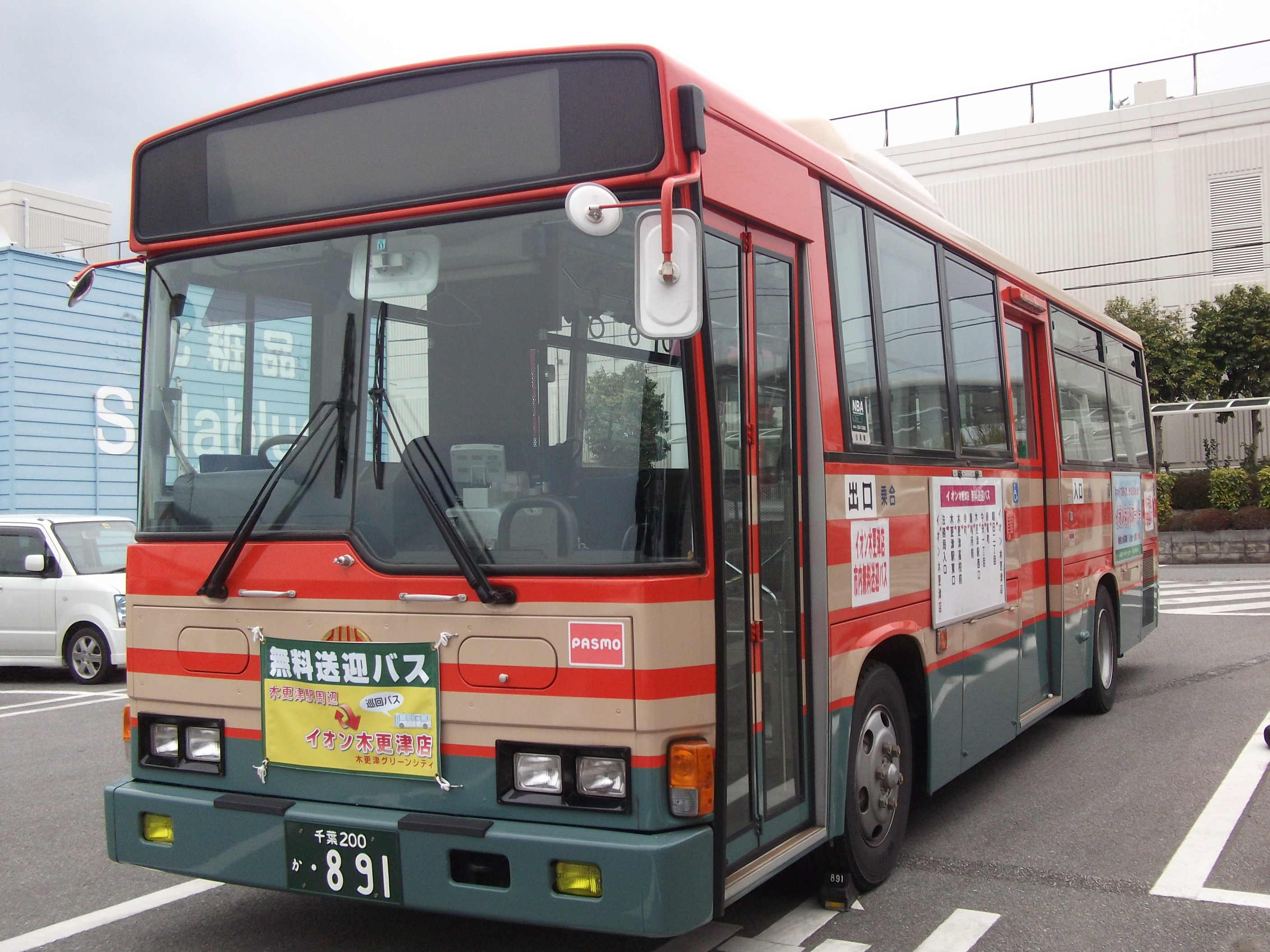
イオンタウン木更津朝日（千葉県） 小湊鉄道による運行
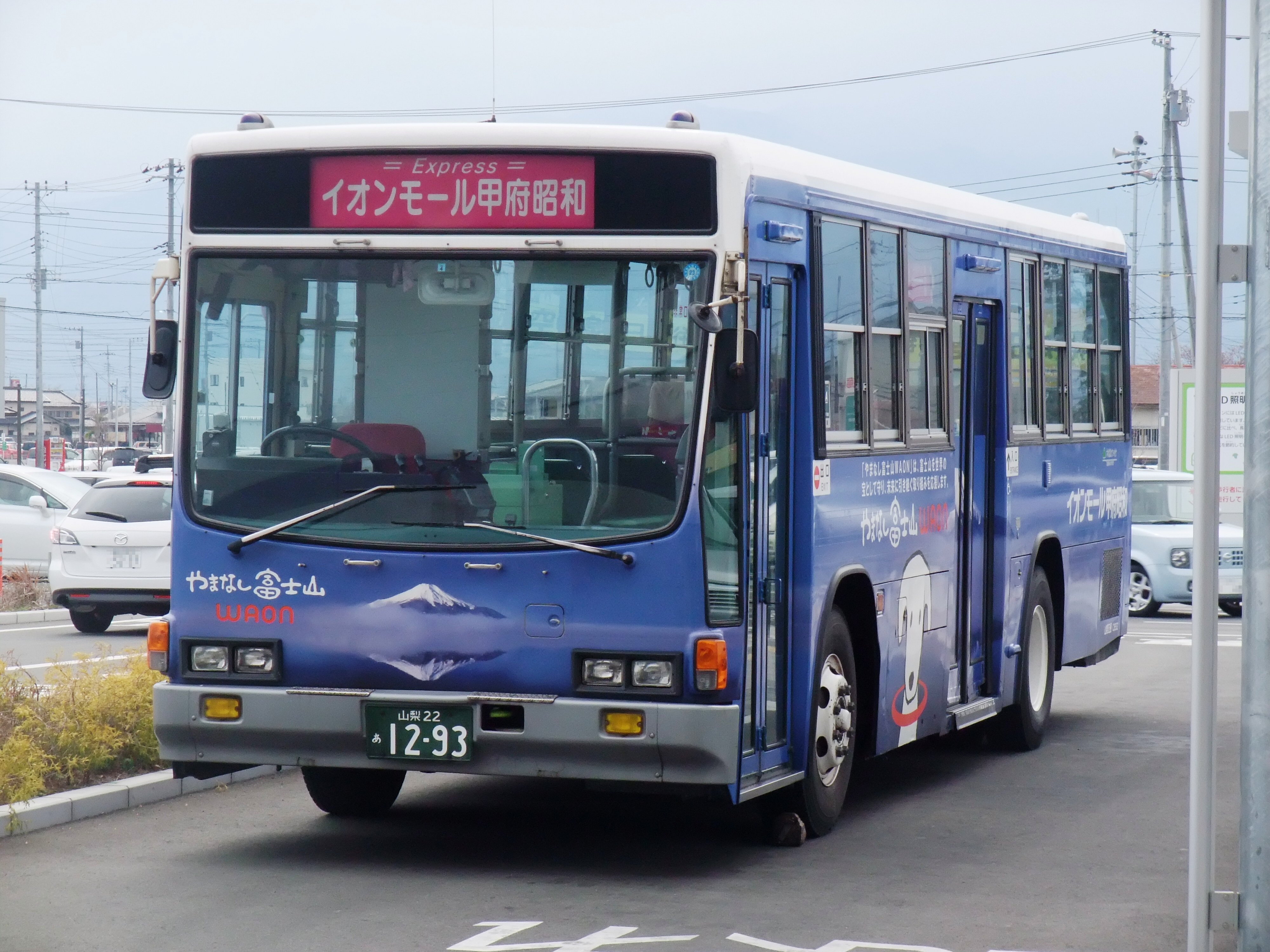
イオンモール甲府昭和（山梨県） 山梨交通（伊勢町営業所）による運行
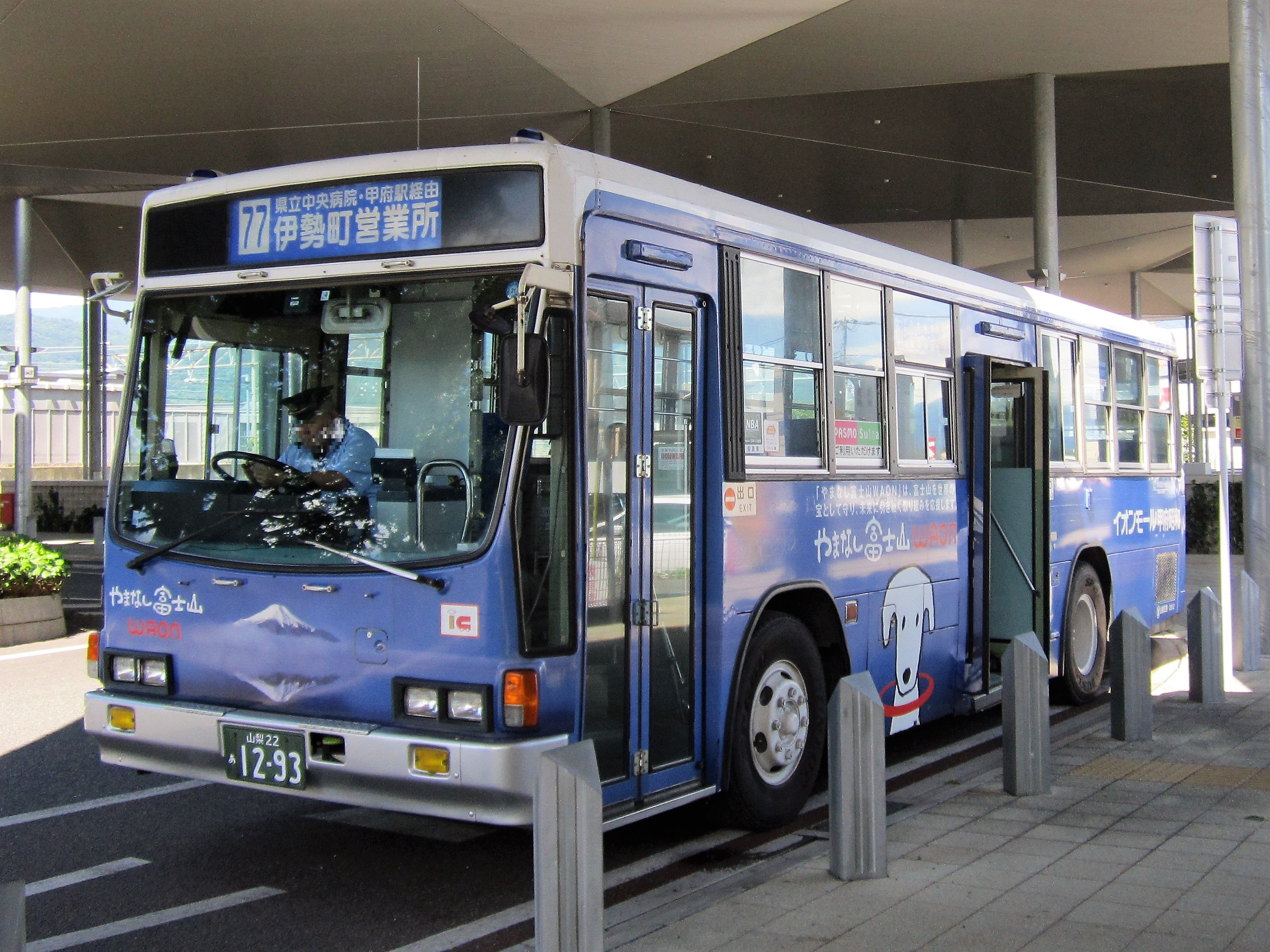
イオンモール甲府昭和のご当地WAONラッピング車両 山梨交通（伊勢町営業所）
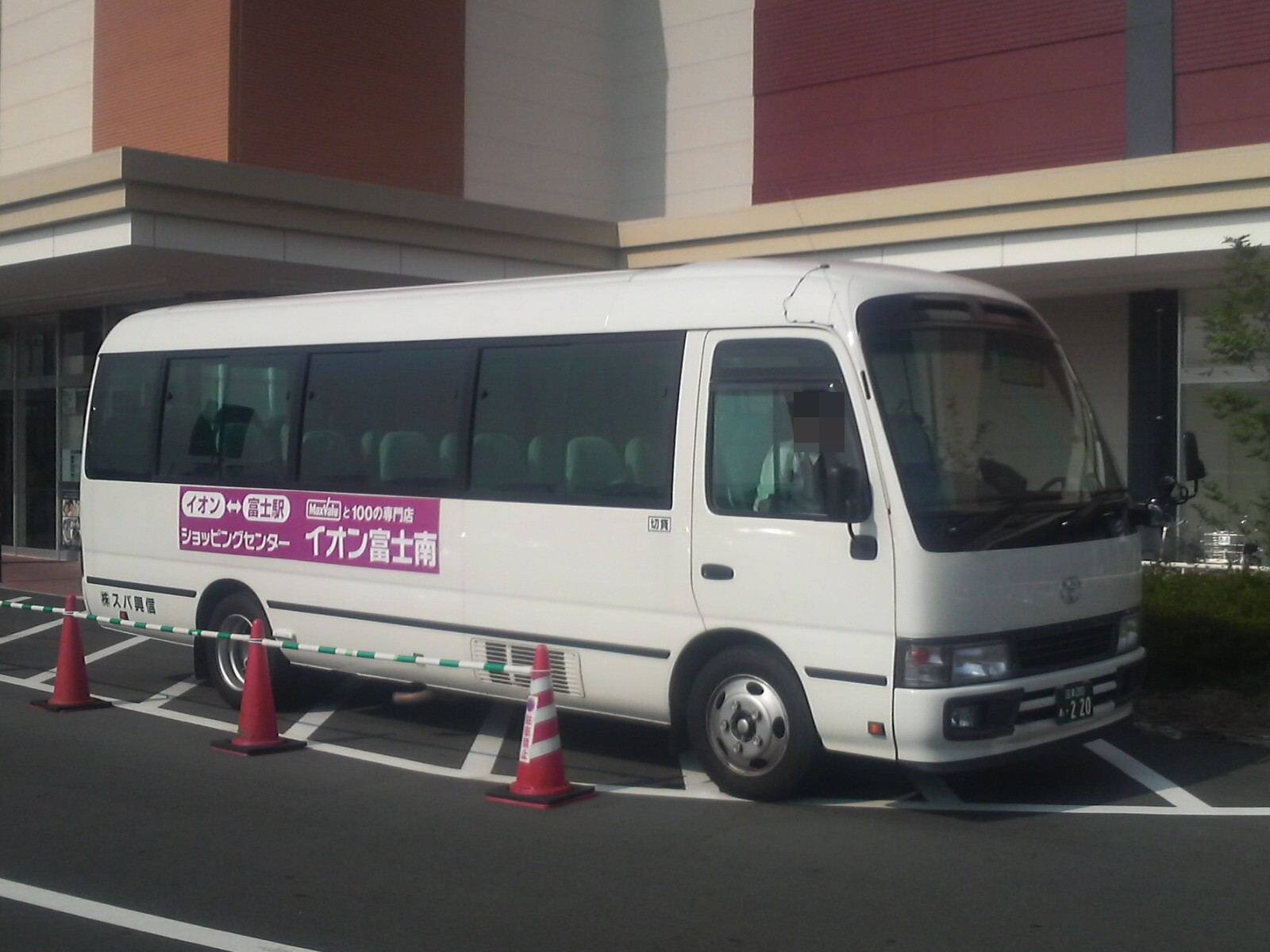
イオンタウン富士南（静岡県） 信興バスによる運行
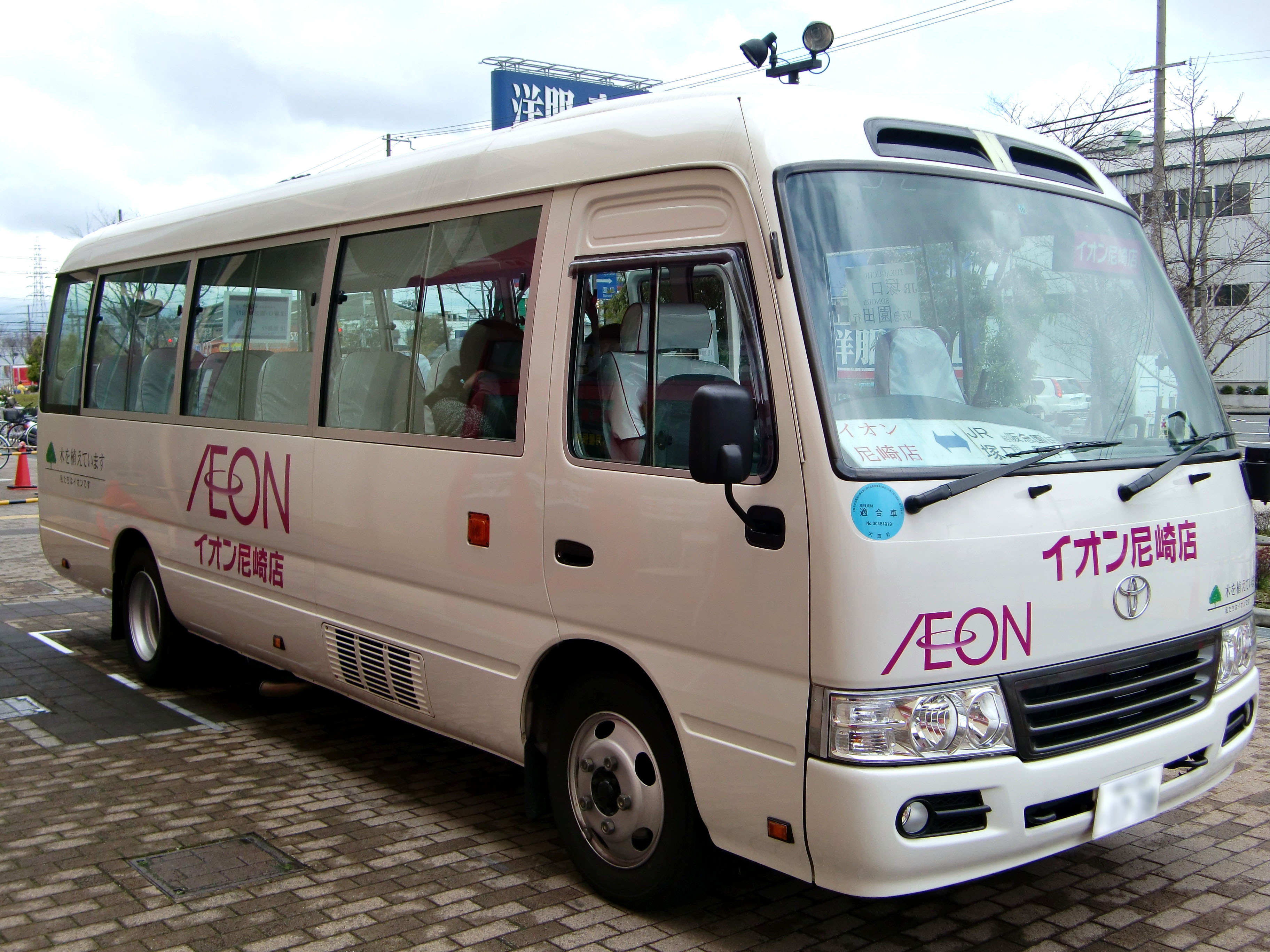
イオン尼崎店（兵庫県） 自家用バス（マイクロバス）による運行
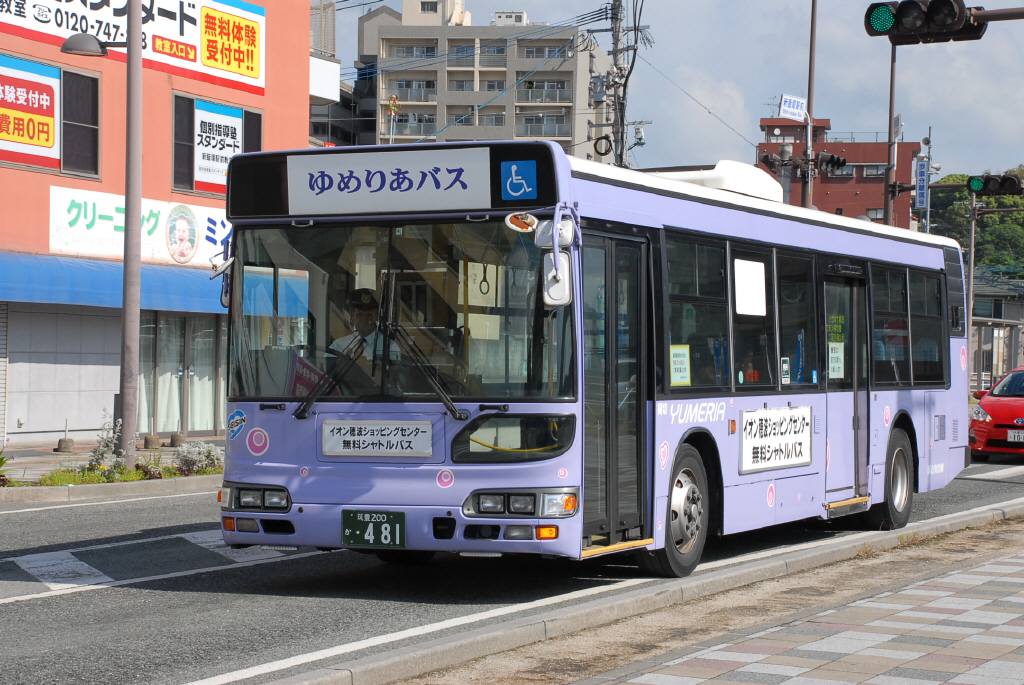
イオン穂波ショッピングセンター（福岡県） 誠心物流「ゆめりあバス」による運行

「スマート・シャトルバス」サービスでは、以下のようなシャトルバス運行に関するあらゆる業務を請け負い、バス事業者への委託業務全般を代行している。
- 運行バス会社の選定、運行経路とダイヤ・時刻表の作成とそのための調査
- バス停留所等の乗降場所のサイン制作
- 毎日の乗降調査・集計、運行記録の制作管理
- 毎月の運行管理、運転者の指導監督、運行実態調査員の派遣、運行事業者への交通安全講習会の実施
- 乗務員の定期研修（四半期に1回）
- 管理担当者による巡回指導、事故の際の調査業務
- 運行事業者協議会の開催、三者間協議会の実施
- 緊急時スタッフ派遣、イベントスタッフ派遣（オプション）
- シャトルバス運行に関する告知媒体の制作・配布（オプション）

また、GPSを利用した独自のバスロケーションシステム「BUS SEARCH（バスサーチ）」を導入し、車両の位置情報を一括管理するとともに、利用者へ運行情報を配信することができる。またこのシステムはシャトルバスのオプションとしてだけでなく、自社車両の運行管理などのためシステム単体のみ導入することも可能としている。